# Левицький Федір Семенович
Федір Семенович Леви́цький (нар. близько 1830, Стеблів — пом. 1890, П'ятигорськ) — український хоровий диригент, співак, композитор і педагог.

## Біографія
Народився близько 1830 року у селі Стеблеві (нині селище міського типу в Звенигородському районі Черкаської області, Україна). Музичну освіту здобув у Придворній співацькій капелі та Консерваторії у Санкт-Петербурзі.
Працював учителем співу в Київській духовній академії і регентом Михайлівського Золотоверхого монастиря. Помер у 1890 році у П'ятигорську.

## Творчість
Працював над гармонізаціями старовинних українських розспівів. Написав кілька оригінальних церковних хорових творів, зокрема «Літургію». Автор підручника «Основи церковного співу», методичних рекомендацій щодо вивчення церковного співу.